# The Naked and Famous
The Naked & Famous er et rock/electro-pop band fra New zealand.
Deres mest kendte numre vil nok være Young Blood og Girls Like You.[kilde mangler]